# Hiroya Nodake
Hiroya Nodake (野嶽 寛也 Nodake Hiroya?, Kagoshima, 3 de diciembre de 2000) es un futbolista japonés que juega como centrocampista en el Montedio Yamagata.

## Trayectoria

### Clubes
| Club                | País  | Año       |
| ------------------- | ----- | --------- |
| Kagoshima United FC | Japón | 2018-2024 |
| Montedio Yamagata   | Japón | 2025-     |